# Municipio de Hartford (Misuri)
El municipio de Hartford (en inglés: Hartford Township) es un municipio ubicado en el condado de Pike en el estado estadounidense de Misuri. En el año 2010 tenía una población de 533 habitantes y una densidad poblacional de 2,83 personas por km².

## Geografía
El municipio de Hartford se encuentra ubicado en las coordenadas 39°10′58″N 91°18′18″O / 39.18278, -91.30500. Según la Oficina del Censo de los Estados Unidos, el municipio tiene una superficie total de 188.31 km², de la cual 187,02 km² corresponden a tierra firme y (0,68 %) 1,29 km² es agua.

## Demografía
Según el censo de 2010, había 533 personas residiendo en el municipio de Hartford. La densidad de población era de 2,83 hab./km². De los 533 habitantes, el municipio de Hartford estaba compuesto por el 98,5 % blancos, el 0,75 % eran afroamericanos y el 0,75 % eran de una mezcla de razas. Del total de la población el 0 % eran hispanos o latinos de cualquier raza.